# Chuniophoenix nana
Chuniophoenix nana är en enhjärtbladig växtart som beskrevs av Karl Ewald Maximilian Burret. Chuniophoenix nana ingår i släktet Chuniophoenix och familjen Arecaceae. Inga underarter finns listade i Catalogue of Life.